# 베르나르 라마
베르나르 파스칼 모리스 라마(프랑스어: Bernard Pascal Maurice Lama, 1963년 4월 7일, 상트르-발 드 루아르 생-심포리앙 ~)는 프랑스의 전직 프로 축구 선수로, 현역 시절 골키퍼로 활약했다. 그는 프랑스 국가대표팀 일원으로 1998년 월드컵과 유로 2000을 연달아 제패했다. 라마는 프랑스 디비시옹 1의 릴 메스, 브레스투아, 랑스, 파리 생-제르맹, 그리고 렌에서 활약했고, 프리미어리그의 웨스트 햄 유나이티드에 몸담기도 했다.
2006년, 라마는 케냐 국가대표팀을 잠깐 지도했는데, 이 시기가 그로써 지도자 일을 맡은 처음이자 마지막 순간이었다.

## 유년 시절
라마는 1963년 4월 7일, 앵드-레-루아르 군의 생-심포리앙 출신으로, 이곳은 1964년에 이웃 투르 시에 편입되었다.

## 클럽 경력

### 초기 경력
라마는 1981년에 기아나를 떠나 프랑스 대도시로 축구로 대성하겠다는 마음을 먹고 혈혈단신으로 이주했고, 이후 디비시옹 1의 릴에 입단했다. 그는 1982년에 아브빌로 임대되었지만, 한 경기도 출전하지 못하고 1년 만에 릴로 복귀했고, 뒤이어 브장송으로 다시 임대되었다. 이번에는 출전 기회를 잡는 데 성공했고, 릴에서 이듬해에 남을 수 있을 정도로 충분히 실력을 발휘했다. 이후, 라마는 주전으로 활약하며 8-0으로 이긴 라발루아와의 1989년 5월 31일 경기에서 페널티킥으로 득점을 기록하기도 했고, 그가 지향했던 것처럼 붙박이 주전 수문장이 되지 못해 이적을 결정했다. 그는 1년 동안 메스에서 활약하다가 브레스투아에서 1부 리그에서 뛸  마지막 기회를 잡았다. 이후, 그는 랑스에서 1년 더 보내고, 그에게 5년 계약을 제의한 파리 생-제르맹의 눈에 띄었다.

### 전성기
라마는 파리에서 상징적인 조엘 바츠의 뒤를 이을 수문장으로 낙점되었고, 기대에 부흥하는 인상적인 활약을 펼치며 자신의 진수를 뽐냈다. 그는 유럽대항전 경기에도 출전하며 차원이 다른 축구를 경험했고, 프랑스 국가대표팀 경기 출전 기회도 잡았다. 그는 1993년과 1995년 쿠프 드 프랑스를 2번 우승했고, 1996년에는 유러피언 컵위너스컵을 손에 넣었다.

### 몰락
비록 라 리가 거함 바르셀로나의 제의를 받았지만, 라마는 파리 잔류를 선택했고, 인상적인 시즌 초를 보내다가 1996년 9월에 칸과의 경기에서 페널팈킥을 막은 직후, 여태까지 시즌 개막 후 한 골도 허용하지 않은 와중에 무릎 중상을 당했다. 복귀 얼마 후, 그는 1997년 2월에 대마초를 복용한 혐의로 2개월 출장 정지 징계를 받기도 했다. 이로 인해 파리 연고 구단은 새 수문장을 물색했는데, 1997년 여름에 라마는(그가 여전히 징계 중인 와중에) 크리스토프 르볼이 1997-98 시즌부터 주전 수문장으로 활약할 것임을 눈치채고, 다음 행선지를 물색했다.
라마는 1997-98 시즌에 소속 구단 없이 풀려나, 파리 2군과 훈련에 임했다. 1998년 월드컵을 6개월 앞둔 겨울 이적 시장을 통해 라마는 프리미어리그의 웨스트 햄 유나이티드와 단기 계약에 합의를 보았다. 비록 1997년 12월 21일에 입단이 확정되었지만, 그는 무실점으로 틀어막은 아스널과의 이듬해 3월 2일 경기까지 선발로 출전하지 못했다. 그는 망치 군단(The Hammers) 소속으로 12번의 리그 경기에 출전했다. 그는 아스널 FA컵 재경기를 승부차기까지 끌고갔지만, 웨스트 햄은 승부차기에서 패퇴했다. 그는 웨스트 햄에서의 인상적인 활약으로 완전 이적을 제의받았지만, 월드컵 이후 라마는 구단을 떠나 파리 생-제르맹에 복귀했다.

### 은퇴
잉글랜드에서 6개월을 보낸 라마는 파리 생제르맹 회장 교체로부터 수혜(미셸 드니소 회장의 후임으로 샤를 비에트리 취임)를 보았는데, 비에트리 회장의 도움으로 수도 연고 구단에 복귀해 2년을 더 보냈다. 1999-2000 시즌의 준수한 활약에도 불구하고, 그는 파리의 유소년 정책으로 더 이상 중용되지 않고 리오넬 레티지가 파리 주전으로 쓰이게 되었다. 그는 이후 렌으로 이적해 인상적인 활약을 펼치며, 렌 말기에 브라질 구단에서 활약하여 유년 시절 꿈을 성취할 의사를 밝혔다. 애석하게도, 라마의 영입 의사를 밝힌 구단이 없어서, 그는 바로 은퇴를 선언하게 되었다.

## 국가대표팀 경력
라마는 1993년 2월 17일, 4-0으로 이긴 이스라엘과의 경기에서 프랑스 국가대표팀 첫 경기를 치렀고, 이후 총 44번의 자국 대표팀 경기에 출전했다. 라마는 유로 1996 본선에서 주전으로 활약했고, 유로 2000 본선에서는 후보로 참가했다. 그는 1998년 월드컵 우승을 거둔 프랑스 선수단의 일원이었으나, 파비앵 바르테즈에게 밀려 한 경기도 출전하지 못했다.

## 감독 경력
2006년 7월 21일, 라마는 케냐 국가대표팀 감독으로 취임했다. 그러나, 케냐는 2006년 9월 2일에 열린 라마의 첫 감독 경기인 에리트레아와의 아프리카 네이션스컵 예선 경기에서 패하면서, 2달 만에 케냐 축구 연맹의 프로 의식 결여를 비판하며 사표를 냈고, 후임으로 톰 올라바가 취임했다.

## 수상
파리 생제르맹
- 디비시옹 1: 1993–94
- 쿠프 드 프랑스: 1992–93,[14] 1994–95[15]
- 유러피언 컵위너스컵: 1995–96
- 트로페 데 샹피옹: 1995[16]

프랑스
- 월드컵: 1998
- 유럽 선수권 대회: 2000

개인
- 프랑스 풋볼 올해의 프랑스 선수: 1994

서훈
- 명예 군단 기사장: 1998[1]